# Тецлафф, Кристиан
Кристиан Тецлафф (нем. Christian Tetzlaff; род. 24 апреля 1966, Гамбург) — немецкий скрипач.

## Биография
Учился в Любеке и Цинциннати. В 1996 создал струнный квартет Тецлаффа. Чаще всего играет в ансамбле с Л. О. Андснесом. Сестра — виолончелистка Таня Тецлафф.

## Репертуар
Бах, Гайдн, Моцарт, Бетховен, Шуман, Мендельсон, Брамс, Чайковский, Дворжак, Сибелиус, Лало, Шёнберг, Берг, Яначек, Барток, Шимановский, Шостакович, Лигети, Губайдулина, Тёрнедж, Макрей, Видман.

## Признание
Премия ЭХО-Классик (2004) и другие награды. Назван в США инструменталистом года (2005).